# Eburia inarmata
Eburia inarmata es una especie de escarabajo longicornio del género Eburia, tribu Eburiini, familia Cerambycidae. Fue descrita científicamente por Chemsak & Linsley en 1973.
Se distribuye por México.

## Descripción
La especie mide 14,4-16 milímetros de longitud. El período de vuelo ocurre en los meses de junio y octubre.